# 加藤裕介 (作曲家)
加藤 裕介（かとう ゆうすけ、1972年10月20日 - ）は、日本の作曲家、編曲家、作詞家。SCOOP MUSIC所属。

## 楽曲提供
藍井エイル
- 「ラピスラズリ」（共作詞・作曲・編曲・プログラミング）（作詞は藍井エイルと共作）
- 「HaNaZaKaRi」（作曲・編曲）
- 「翼」（編曲）
- 「CARRY OUT」（作曲・編曲）

麻倉あきら
- 「EXTRICATION」（作曲）

ASUKA
- 「蘭（RAN）」（作曲・編曲）

麻生夏子
- 「Pop step trip!」（作曲）

ayami
- 「Revise the World」（作曲）

上野優華
- 「君といた空」（作曲）

大橋彩香
- 「ワガママMIRROR HEART」（作曲）

奥田美和子
- 「1/2」（作曲）

かと*ふく
- 「人生HappyHappy論」（作曲・編曲）
- 「Ready for SUNNY MODE」（作曲・編曲）
- 「パラボリカ」（作曲・編曲）
- 「ノスタルジア」（作曲・編曲）
- 「ハルジオン」（作曲・編曲）

上木彩矢
- 「Infinity」（作曲・編曲）

北出菜奈
- 「PUNK&BABYs」（北出菜奈と共作曲）

熊田茜音
- 「ハッピーの秘訣」（作曲・編曲）[1]

栗林みな実
- 「signs 〜朔月一夜〜」（作詞・作曲）

郷ひろみ
- 「ウォンチュー!!!」（作曲・編曲）
- 「最強無敵のDong Dong Dong!」（作曲・編曲）
- 「GO!でおじゃる」（作曲・編曲）

倖田來未
- 「恋のつぼみ」（作曲・編曲）

佐咲紗花
- 「Junction heart」（作曲・編曲）

SUMMONERS 2+
- 「DeCIDE」（作曲・編曲）

柴咲コウ
- 「dive」(作曲)

島谷ひとみ
- 「太陽のFlare」（作曲）

鈴木このみ
- 「Live it up！」（作曲・編曲）

スフィア
- 「STAR'S ELEMENT」（作曲・編曲）

SPRiNGS（温泉むすめ）
- 「Ambition」（作曲・編曲）
- 「純情-SAKURA-」（作曲・編曲）

Sowelu
- 「to YOU」（作曲）
- 「Baby I want you」（作曲）

高垣彩陽
- 「The Sound of Music」（編曲）
- 「Que Sera Sera」（編曲）

ツヴァイウイング（戦姫絶唱シンフォギア）
- 「ORBITAL BEAT」（作曲・編曲）

TRUE
- 「ETERNAL WINGS」（作曲・編曲）
- 「TWIN BIRD」（作曲・編曲）
- 「DREAM SOLISTER」（作曲・編曲）
- 「Blast!」（作曲）
- 「浄歌」（作曲・編曲）

9nine
- 「Brave」（作曲）
- 「桜、ゆれる」（作曲）

南里侑香
- 「BLOODY HOLIC」（作曲）

新山詩織
- 「Winding Road」（作曲）

西田夢蔵
- 「人生デ★ラックス」（作曲・編曲）

働木満
- 「働きマン音頭」（作曲）

フランシュシュ（ゾンビランドサガ）
- 「徒花ネクロマンシー」（作曲・編曲）
- 「輝いて」（作曲・編曲）
- 「アツクナレ」（作曲・編曲）
- 「激昂サバイブ」（作曲・編曲）
- 「大河よ共に泣いてくれ」（作曲・編曲）
- 「Beginning」（作曲・編曲）
- 「REVENGE」（編曲）

ブレイバーン（鈴村健一）（勇気爆発バーンブレイバーン）
- 「ババーンと推参!バーンブレイバーン」（作曲・編曲）

美郷あき
- 「星彩〜asterism〜」（作曲・編曲）

水樹奈々
- 「天空のカナリア」（作曲・編曲・プログラミング）
- 「LINKAGE」（編曲）
- 「禁断のレジスタンス」（作曲・編曲・プログラミング）
- 「ドリームライダー」（作曲）
- 「あしたgraffiti」（作曲・編曲・プログラミング）
- 「ブランブル」（作曲・編曲）
- 「アンティフォーナ」（編曲）
- 「Destiny's Prelude」（作曲・編曲）
- 「熱情のマリア」（作曲・編曲）
- 「HOT BLOOD」（編曲）
- 「Hungry Hungry」（編曲）
- 「NEVER SURRENDER」（作曲・編曲）
- 「REBELLION」（編曲）
- 「Get up! Shout!」（編曲）
- 「Go Live！」（作曲・編曲）

水瀬いのり
- 「TRUST IN ETERNITY」（作曲・編曲・プログラミング）
- 「いつもずっと」（作曲・編曲）

May'n
- 「Follow Your Fantasy」（作曲・編曲）
- 「破鏡重縁」（編曲）
- 「GLORY」（編曲）

結城アイラ
- 「愛しき抗いよ、導け光へ」（作曲・編曲）

Run Girls, Run!
- 「ダイヤモンドスマイル」（作曲・編曲）

ROOT FIVE
- 「新星Ω神話（ネクストジェネレーション）」（作曲・編曲）
- 「ハルカカナタ」（作曲）

わーすた
- 「WELCOME TO DREAM」（作曲・編曲）

ワルキューレ（マクロスΔ）
- 「一度だけの恋なら」（共作詞・作曲・編曲）（作詞は唐沢美帆と共作）
- 「僕らの戦場」（共作詞・作曲・編曲）（作詞は唐沢美帆と共作）
- 「ワルキューレがとまらない」（共作詞・作曲・編曲）（作詞は唐沢美帆と共作）
- 「ワルキューレはあきらめない」（作曲・編曲）
- 「ALIVE 〜祈りの唄〜」（作曲・編曲）
- 「りんごのうた」（作曲・編曲）

流星隊（あんさんぶるスターズ!!）
- 「彗星HALATION」（作曲・編曲）

ムジナ（榊原良子）（アポカリプスホテル）
- 「ぽんぽこうた」（作曲・編曲）

### ジャニーズ事務所関連
- 嵐
  - 「One Love」（作曲）
  - 「僕が僕のすべて」（作曲・編曲）
  - 「Tears」(作曲)

A.B.C-Z
  - 「リメンバー」（作詞・作曲）
  - 「STAR SEEKER」（作詞・作曲）
  - 「Crush」（作曲）
  - 「HIGHER! FLY!」（作曲・編曲）

関ジャニ∞
  - 「Explosion」（作曲）
  - 「ケムリ」（編曲）
横山裕
    - 「confUsion」（作曲）

KinKi Kids
  - 「約束」（作曲・共編曲）（編曲は家原正樹と共作）
  - 「鍵のない箱」（作曲）

タッキー&翼
  - タッキー&翼
    - 「We are the T&T」（作曲・編曲）
    - 「Journey Journey〜ボクラノミライ〜」（作曲）

滝沢秀明
    - 「Home Party!!」（編曲）
    - 「無限の羽」（編曲）
    - 「REVENGER」（作詞・作曲）
    - 「RIDICULOUS」（作詞・作曲）
    - 「Believe Yourself」（作曲）
    - 「枯れ葉の影」（作曲）
    - 「いつか」（作曲）

今井翼
    - 「ROCK IN THE DANCE」（作詞・作曲）

TOKIO
  - 「Dream & Breeze」（作曲）

Hey! Say! JUMP
  - 「BE ALIVE」（作曲）
  - 「SUPER DELICATE」（作曲）
  - 「GIFT」（作曲）
  - 「Memories」（作曲）
  - 「サム&ピンキー」（作曲）
  - 「スナップ」（作曲）
  - 「FLY」（作詞・作曲）
  - 「Yes!オープニング映像」（作曲）
せんせーションズ
    - 「さよならセンセーション」（作曲）

V6
  - 「蝶」（作曲・共編曲）（編曲は陶山隼と共作）
  - 「LIGHT IN YOUR HEART」（作曲）

Kis-My-Ft2
  - 「テンション」（作詞・作曲）

ジャニーズWEST
  - 「Break Out!」（作曲）
  - 「DA-RE-YA-NEN!!??」（共作詞・作曲）
  - 「なにわ侍告白BGM」（作曲）

OSSAN
  - 「MAZE」（共作詞・作曲）

宇宙Six
  - 「UNIVERSE」（作詞・作曲）

A.B.C-Z & Kis-My-Ft2
  - 「Daybreaker」（作曲）

ジャニーズJr.
  - 「OH!MY DREAM!」（作詞・作曲）
  - 「GRIN GRIN」（「スマイル! スマイル!」）（作詞・作曲）

関西ジャニーズJr.
  - 「NOT FINALE」（作詞・作曲）
  - 「SEE YOU AGAIN」（作詞・作曲）
  - 「Dream Catcher」（作詞・作曲）
  - 「Give me」（作曲）
  - 「鼓動」（共作詞・作曲）

JOHNNYS' World
  - 「NOT ENOUGH」（作詞・作曲）

DREAM BOYS 2012
  - 「RUMBLE HEART」（作詞・作曲）

### ハロー!プロジェクト関連
- アンジュルム
  - 「I 無双 Strong!」（作曲・編曲）
  - 「わたしの夢見た 15年」（星部ショウと共編曲）

カントリー・ガールズ
  - 「愛おしくってごめんね」（作曲・共編曲）（編曲はA-beeと共作）
  - 「わかっているのにごめんね」（作曲・編曲）
  - 「ランラルン〜あなたに夢中〜」（編曲）
  - 「リズムが呼んでいるぞ!」（作曲・編曲）
  - 「VIVA!!薔薇色の人生」（作曲・編曲）
  - 「弱気女子退部届」（作曲・編曲）

HI-FIN
  - 「海岸清掃男子」（作曲・編曲）

つばきファクトリー
  - 「うるわしのカメリア」（作曲・編曲）

BEYOOOOONDS
  - 「OOOOOVERTURE」（作曲・編曲）
  - 「小夜曲“眼鏡の男の子”」（編曲）
  - 「英雄〜笑って!ショパン先輩〜」（星部ショウと共編曲）
  - 「Get Back!ビニール傘の大冒険」 / SeasoningS（編曲）
  - 「夢さえ描けない夜空には」（編曲）
  - 「恋する銀河」（作曲・編曲）
  - 「Oh! カンターレ」（Anders Dannvikと共編曲）

モーニング娘。'17
  - 「五線譜のたすき」（星部ショウと共編曲・プログラミング）

## 劇中音楽
- TVアニメ「群れなせ!シートン学園」（山下洋介、川崎智哉と共作）[2]
- TVアニメ「恋とプロデューサー〜EVOL×LOVE〜」[3]